# Kilamba Kiaxi
Kilamba Kiaxi è una municipalità dell'Angola appartenente alla Provincia di Luanda. Ha 233.754 abitanti (stima del 2006).